# Alejandro Méndez y Bermejo
Fra Alejandro Méndez y Bermejo, O.M.D. (Madrid, m. 10 de juny de 1740), de nom religiós Alejandro de San Antonio, va ser un religiós mercedari descalç espanyol.
Fill d'Alejandro Méndez i d'Ana Bermejo. Prengué els hàbits i professà al convent de Santa Bàrbara de Madrid bé el 1678 o el 1698. Fou una persona molt erudita, arribà a ser lector de Teologia al Col·legi de Salamanca. Dintre dels mercedaris descalços va ser president, provincial i confessor al convent de religioses de la seva orde a la ciutat de Toro, i comanador a la vila d'Argamasilla i del de Santa Bàrbara de Madrid, a més de tres vegades provincial de Castella. Ocupà altres ministeris religiosos, entre ells alguns a la Santa Inquisició, com el de qualificador i membre del Consell de la Suprema i General Inquisició, i també a altres àmbits, com el de teòleg examinador apostòlic al Tribunal de la Nunciatura i el de predicador del rei. La seva càtedra i càrrecs el feren brillar en els seus sermons, home d'abundants idees, i esdevingué un orador de molta fama.
Morí al convent de Santa Bàrbara el 10 de juny de 1740.

## Obres
Autor de diverses obres, es té constància també de diversos manuscrits de predicació i altres matèries. Així mateix, aprovà el llibre Símbolo de la Concepción de María de fra Damián Esteve. No obstant això, li foren publicades les següents:
- Sermones de las principales Festividades y Misterios de María Santísima (2 volums), Madrid, 1735.
- Santoral ó sermones de las Fiestas de varios Santos y asuntos (3 volums), 1730.
- Vespertinos Morales sobre todos los versos del Miserere, unos solos, y otros hermanados con los Evangelios de Dominicas, Viérnes y Ferias Quadragesimales, etc. Madrid, 1737.